# Jarní trojúhelník
Jarní trojúhelník je název asterismu, jehož tři hroty tvoří nejvýraznější hvězdy jarní oblohy na severní polokouli - Regulus, Spica a Arcturus.

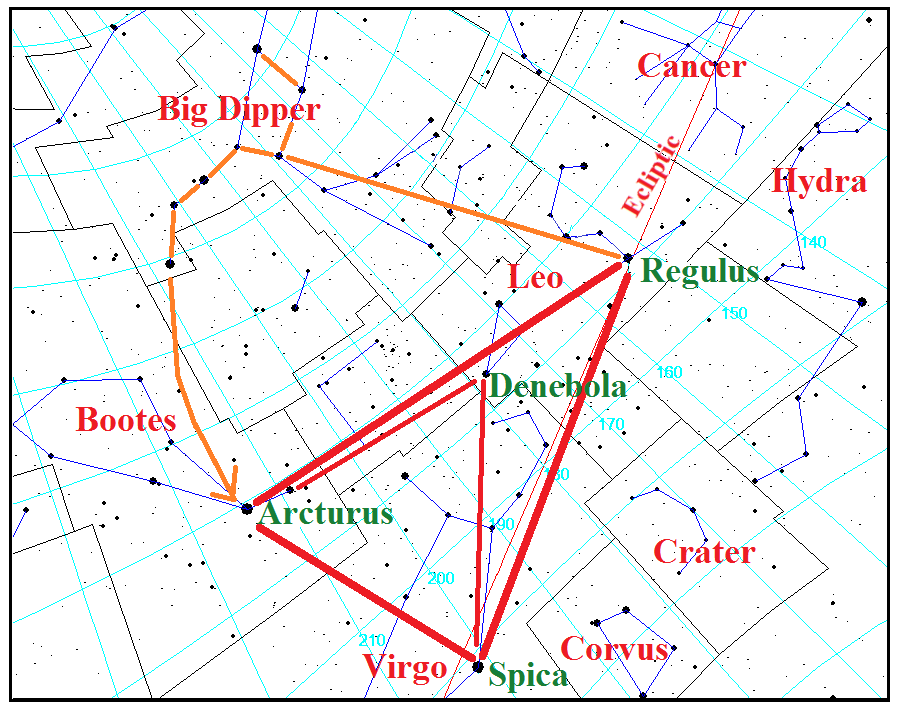
Jarní trojúhelník

- Regulus je nejjasnější objekt v souhvězdí Lva. Jedná se o čtyřhvězdu s vysokými povrchovými teplotami.
- Spica září zase nejintenzivněji v souhvězdí Panny a tvoří pomyslný vrchol jarního trojúhelníku.
- Arcturus leží v souhvězdí Pastýře a tento oranžový obr je čtvrtou nejjasnější hvězdou noční oblohy a nejjasnější hvězdou severní nebeské polokoule. Ze všech tří vrcholů se nachází Zemi nejblíže - vzdálen je 36 ly (světelných roků).